# زهو غوانغهو
زهو غوانغهو (بالصينية: 朱广沪)، من مواليد 25 سبتمبر 1949 في شانغهاي في الصين، لاعب كرة قدم صيني سابق ومدرب كرة قدم حالي.
و هو يدرب منتخب الصين لكرة القدم.

## روابط خارجية
- زهو غوانغهو على موقع الاتحاد الدولي (مؤرشف)  (الإنجليزية)
- زهو غوانغهو على موقع عالم كرة القدم.نت (الإنجليزية)